# Seu Jorge

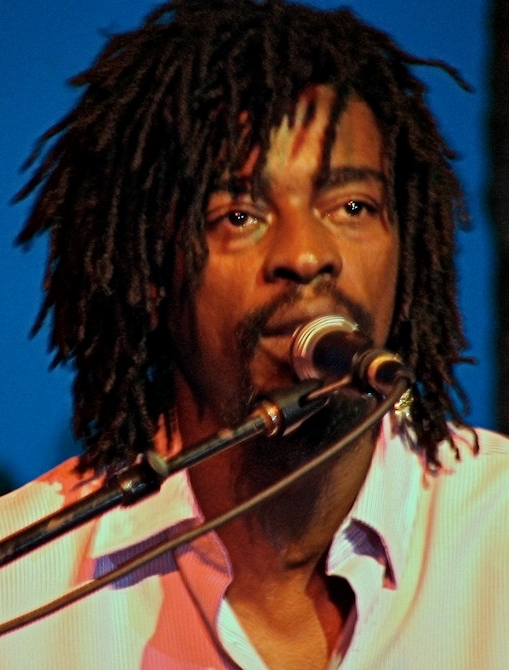
Seu Jorge (2006)

Seu Jorge (* 8. Juni 1970 in Belford Roxo, Brasilien; eigentlich Jorge Mário da Silva) ist ein brasilianischer Musiker und Schauspieler.

## Leben
Seu Jorge stammt aus den Armenvierteln, den Favelas von Rio de Janeiro. Mitte der 1990er-Jahre gründete er die Sambagruppe Farofa Carioca und brachte mit ihr das erste Album heraus. 1999 wurde seine Produktion „Samba Esporte Fino“ als das beste brasilianische Album des Jahres ausgezeichnet. Für diverse Filme trug er hauptsächlich einzelne Lieder bei, er trat aber auch als Komponist und als Schauspieler auf.

## Diskografie

### Alben
- 2001: Samba Esporte Fino (auch unter dem Namen Carolina erschienen)
- 2004: Cru (erschienen in Brasilien, Europa, und Japan)
- 2005: The Life Aquatic Studio Sessions
- 2005: Ana e Jorge ao vivo (BR: ×3Dreifachplatin )
- 2007: América Brasil (BR: Gold)
- 2010: Seu Jorge e Almaz
- 2012: Músicas Para Churrasco Vol. I (BR: Platin)
- 2012: Músicas Para Churrasco Vol. I Ao Vivo
- 2015: Músicas Para Churrasco Vol. II (BR: Platin)

### Videoalben
- 2004: MTV Apresenta Seu Jorge
- 2005: Seu Jorge Live at Montreux
- 2005: Ana e Jorge ao vivo (BR: Diamant)
- 2012: Músicas Para Churrasco Vol. I (BR: ×2Doppelplatin )

## Auszeichnungen für Musikverkäufe
| Goldene Schallplatte - Portugal - 2013: für das Album Músicas Para Churrasco Vol. I Ao Vivo 6× Platin-Schallplatte - Portugal - 2013: für das Album Músicas Para Churrasco Vol. I |

| Land/RegionAuszeichnungen für Musikverkäufe (Land/Region, Auszeichnungen, Verkäufe, Quellen) | Gold     | Platin       | Diamant  | Verkäufe | Quellen                   |
| -------------------------------------------------------------------------------------------- | -------- | ------------ | -------- | -------- | ------------------------- |
| Brasilien (PMB)                                                                              | Gold1    | 7× Platin7   | Diamant1 | 785.000  | pro-musicabr.org.br       |
| Portugal (AFP)                                                                               | Gold1    | 6× Platin6   | —        | 97.500   | artistas-espectaculos.com |
| Insgesamt                                                                                    | 2× Gold2 | 13× Platin13 | Diamant1 |          |                           |

## Filmografie (Auswahl)
- 2002: City of God (Cidade de Deus)
- 2004: Die Tiefseetaucher (The Life Aquatic with Steve Zissou)
- 2005: Casa de Areia
- 2008: The Escapist – Raus aus der Hölle (The Escapist)
- 2010: Elite Squad – Im Sumpf der Korruption (Tropa de Elite 2: O Inimigo Agora é Outro)
- 2012: Reis e Ratos
- 2012: E Aí… Comeu?
- 2019: Marighella
- 2019: Soulfood – Familie geht durch den Magen (Abe)
- 2019: Brotherhood
- 2020: Executive Order (Medida Provisória)
- 2023: Asteroid City
- 2015: A melhor mãe do mundo